# 윤대성 (법학자)
윤대성(尹大成, 1943년 6월 3일~)은 대한민국의 법학자로서 대학교수이다. 현재 국립 창원대학교 법학과 명예교수이다.

## 생애
1943년 충청남도 논산시 가야곡면 왕암리에서 칠원 윤씨 충효공 20대(38세)손으로 아버지 윤병우(炳佑, 字乙用)와 어머니 진주 강금희(姜今熙) 사이에 2남 1여  중 차남으로 출생하였다. 1976년 3월 3일 성산 이승수(李承修)와 혼인하여 아들 종원(鍾元 자부 金孝貞)과 딸 재희(載喜)를 낳았고 손녀 정연(貞然)을 두었다.
충청남도 논산시 구자곡국민학교를 졸업하고 공주로 유학하여 공주중학교를 졸업한 1959년 서울에 있는 국립 체신고등학교에 진학하여 1962년 졸업하면서 체신부 전파관리국 감리과에 발령을 받아 체신부 공무원이 되었다.
1967년 12월 미제1군단본부사령부 공보실(PIO ICorps(GP) HQ USA, Camp Red Cloud)에서 카투사로 만기제대하고 1968년 1월 21일 복학하여 1970년 성균관대학교 법정대학 법률학과를 수석으로 졸업하고 조교 발령을 받아 조교 생활을 하였다. 1974년 3월 한양대학교 법정대학 법학과 조교 발령을 받은 뒤 한양대학교 대학원 법학과 석사과정(민법전공)에서 동은 김기선(金基善) 교수의 지도를 받아 1977년 법학석사 학위를 받았다.
1979년 청주사범대학(현 서원대학교) 사회교육과 전임대우강사 및 학장비서실장 발령을 받고 근무를 하면서 청주대학 법정학부에 강사로 출강하였다.
1988년 성균관대학교 대학원에서 민사법학을 전공하여 학위논문 『전세권법의 연구』로 법학박사를 취득하였다.
1982년부터 국립 창원대학교 법학과에 전임강사, 조교수, 부교수, 교수로 재직하면서 국립 창원대학교 학생처장, 기획연구실장, 사회과학대학 학장, 행정대학원 대학원장, 노동대학원 대학원장을 역임하고 2008년 정년퇴직한 뒤 명예교수로 재직 중이며, 2008년 9월 1일부터 국립 부산대학교 법과대학, 법학전문대학원에 강사로 출강하였다.
대표저서로 『韓國傳貰權法硏究』, 『한국민사법제사연구』, 『21世紀の日韓民事法學』, 『한국민법의 새로운 전개』, 『가족법강의[전정판]』, 『한국민법학의 재정립』, 『로빈기어의 한국민법전초안의 입법과 법리』 등이 있다. 대표논문으로 "근대법의 수용과정에 있어서 전세관습의 변용", "일제의 한국관습법조사사업에 관한 연구". "미군정시대(1945~1948)의 한국민법전편찬사업과 로빈기어의 <한국민법전초안>에 관한 연구", "전세권과 미등기전세와의 관계: 입법론적 검토", 등이 있다. 가톨릭 세례명은 리파르도(Liphardus)이고,                                                                                                                                                                               호는 왕암(旺巖)이다.

## 학력
- 충남 공주중학교 졸업(1959년 3월 2일)
- 서울 국립체신고등학교 졸업(1962년 2월 4일)
- 성균관대학교 법정대학 법률학과 졸업 법학사(1970년 2월 28일)
- 한양대학교 대학원 법학과(석사과정) 민법전공 수료 법학석사 학위취득(1977년 2월 26일)
- 성균관대학교 대학원 박사과정 민사법전공 수료(1986년 2월 25일)
- 성균관대학교 대학원 법학박사 학위취득(1988년 2월 24일)

## 경력

### 학교 및 강의
- 국립 마산대학 법학과 전임강사(학장: 1982년 3월 1일~1984년 3월 31일)
- 국립 창원대학 법학과 조교수(문교부장관: 1984년 4월 1일~1988년 3월 31일. 1985년 3월 1일. 교명변경)
- 국립 창원대학 법학과 학과장(학장: 1984년 4월 2일~1985년 4월 30일)
- 국립 창원대학 교육방송국장 겸 교무위원(학장: 1985년 4월 1일~1986년 1월 21일)
- 경남대학교 법정대학 법학과 강사(총장: 법학개론, 민사소송법, 1986년 9월 1일~1987년 8월 31일)
- 국립 창원대학교 사회과학대학 법학과 부교수(문교부장관: 1988년 4월 1일~1993년 3월 31일. 1991년 3월 1일.종합대학교 개편)
- 국립 창원대학 학생처장(학장: 1989년 3월 12일~1990년 2월 14일)
- 성균관대학교 법과대학 강사(총장: 채권법각론, 민법연습, 채권법총론, 1991년 8월 23일~1992년 8월 22일)
- 국립 창원대학교 사회과학대학 법학과 학과장(총장: 1992년 3월 1일~1994년 2월 28일)
- 법무연수원 강사(원장: 민사실무, 1992년 8월 24일~?)
- 국립 창원대학교 경영행정대학원 사법행정학과 주임교수(총장: 1992년 3월 1일~1994년 2월 28일)
- 국립 창원대학교 사회과학대학 법학과 교수(대통령: 1993년 4월 1일~2008년 8월 31일)
- 국립 창원대학교 학생처장(총장: 1995년 4월 3일.~1995년 11월 30일)
- 국립 창원대학교 기획연구실장(총장: 1995년 12월 1일~1996년 12월 31일)
- 국립 창원대학교 기획연구실장(총장: 1997년 12월 22일~1999년 2월 22일)
- 성균관대학교 법과대학 강사(총장: 채권법총론, 민법연습. 1999년 8월 25일~2000년 2월 28일)
- 경남대학교 법행정학부 강사(총장: 민법총칙(1). 2000년 8월 28일~2001년 2월 28일)
- 국립 창원대학교 21세기발전위원회 위원장(총장: 2002년 3월 1일~2004년 2월 29일)
- 국립 창원대학교 정보통신윤리위원회 위원(총장: 2002년 7월 4일~2007년 8월 31일)
- 국립 창원대학교 사회과학연구소부설 경남여성커리어개발센터 자문위원(총장: 2003년 10월 14일~2008년 8월 31일)
- 국립 창원대학교 사회과학대학 학장(총장: 2004년 3월 1일~2006년 2월 28일)
- 국립 창원대학교 행정대학원 대학원장(총장: 2004년 3월 1일~2006년 2월 28일)
- 국립 창원대학교 노동대학원 대학원장(총장: 2004년 3월 1일~2006년 2월 28일)
- 성균관대학교 법과대학 비교법연구소 국내연구교류교수(한국대학교육협의회/교육지원부: 2006년 9월 1일~2007년 2월 28일)
- 법교육출장강사(Law Educator)(법무부장관/대한변호사협회: 2007년 7월 27일~)
- 국립 창원대학교 사회과학대학 법학과 명예교수(총장: 2008년 9월 1일~현재 )
- 국립 부산대학교 법과대학 강사(총장: 2008년 9월 1일~2010년 8월 31일)
- 국립 부산대학교 법학전문대학원 강사(총장: 2010년 3월 1일~2013년 2월 28일)

### 학술 활동
- 일한사법학회 학술대회 참석(회장 星野英一: 1987년 7월 16일~1987년 7월 21일. 일본 東京大學 法學部)
- 한국재산법학회 회원(회장 김기선: 1982년 9월 4일~현재)
- 한국법사학회 정회원 겸 감사(회장 박병호: 1993년 3월 1일~현재)
- 한국법학교수회 상임이사(회장 송상현: 1995년 6월 1일~)
- 한국민사법학회 회원 겸 이사, 부회장(회장 김증한:1998년 1월 1일~현재)
- 북한연구회 회장(1998년 9월 30일~2008년 8월 31일)
- 한국스포츠법학회 이사(회장 연기영: 2000년 3월 1일~)
- 한국비교사법학회 이사(회장 안동섭: 2000년 3월 2일~)
- 국제노동법정책학회 공동부회장(회장: 2000년 12월 7일~ )
- 한국가족법학회 회원, 이사, 감사(회장 배경숙: 2002년 3월 1일~)
- 한국민사소송법학회 이사(회장 이시윤: 2002년 3월 1일.~)
- 한국민사집행법학회 회원(회장: 이시윤: 2003년 11월~)
- 민사법이론과실무학회 회장(2004년 6월 25일~2006년 6월 30일)
- 전국국공립대학교 사회과학대학장협의회 감사(협의회: 2005년 3월 1일~2006년 2월 28일)

### 사회 활동
- 경상남도지방노동위원회 공익위원(노동부장관: 1984년 6월 29일~1996년 8월 31일)
- 경상남도 소원심의회 위원(도지사: 1985년 4월 1일~1986년 3월 31일)
- 경상남도 행정심판위원회 위원(도지사: 1986년 4월 1일~1995년 10월 4일)
- 언론중재위원회 경상남도중재부 중재위원 겸 운영위원(문화공보부장관: 1988년 9월 1일~1994년 8월 31일)
- 경상남도지방경찰청행정심판위원회 위원(경찰청장: 1991년 10월 7일~1999년 4월 30일)
- 창원지방변호사회 분쟁조정위원(창원지방변호사회장: 1995년 7월 11일~)
- 창원시 공직자윤리위원회 위원(시장: 1995년 10월 10일~2002년 12월 31일)
- 울산광역시 행정심판위원회 위원(시장: 1997년 7월 28일~2001년 7월 16일)
- 국가안전기획부 국가정보연수원 제18기 북한정보(특설)교육과정 수료(원장: 1997년 8월 6일~1997년 8월 9일)
- 창원지방법원 본원 민사조정위원회 조정위원(법원장: 1998년 1월 1일~2012년 4월 2일)
- 창원시 건축분쟁조정위원회 위원(시장: 1998년 10월 1일~)
- 경상남도 교육소청심사위원회 위원 겸 위원장(교육감: 1998년 10월 1일~)
- (사)경남발전협의회 간사(회장: 1998년 10월 30일~)
- 경상남도지방경찰청 정부업무심사평가위원(경찰청장: 1999년 5월 12일~)
- 경상남도 건설분쟁조정위원회 위원(도지사: 1999년 7월 31일~)
- 경상남도교육청 행정심판위원회 위원(교육감: 2001년 5월 1일~)
- 국민권익위원회 청렴연수원 등록 첨렴교육전문강사(위원장: 2003년 1월 1일~)
- 창원병무사무소 병무행정발전시민참여위원회 위원장(소장: 2003년 8월 14일~2003년 12월 9일)
- 경상남도 인사위원회 위원 겸 부위원장(도지사: 2003년 8월 28일~2007년 8월 27일)
- 경남병무지청 병무행정발전시민참여위원회 위원장(지청장: 2003년 12월 10일~2007년 2월 28일)
- 경상남도 계약심의회 위원(도지사: 2004년 7월 15일~)
- 창원지방검찰청 범죄피해자지원센터 이사(이사장: 2004년 12월 10일~)
- 창원지방법원 소송구조변호사지정위원회 위원(법원장: 2005년 12월 20일~)
- 경남지방노동위원회 심판담당 공익위원(중앙노동위원회 위원장: 2007년 6월 22일~2021년 1월 12일)
- 창원시 시민배심민원법정 배심원(시장: 2008년 7월 1일~)
- 부산고등법원 창원 원외재판부 민사조정위원회 조정위원(법원장: 2010년 4월 5일~현재)
- 창원지방검찰청 옴부즈만(검사장: 2012년 11월 1일~2020년 10월 31일)
- 경남지방노도위원회 위원장 직무대리(중앙노동위원회 위원장: 2015년 9월 17일~2015년 12월 28일)
- 그 밖에 사법시험, 행정고시, 변리사시험, 공인노무사시험, 공인중개사시험 등 출제위원 및 채점위원을 다수 역임했다.

## 상훈
- 성균관대학교 성적우수상(학장 황산덕: 1970년 2월 28일)
- 국립 창원대학교 10년근속상 수상(총장: 1992년 3월 21일)
- 국립 창원대학교 20년근속상 수상(총장: 2002년 3월 21일)
- 국립 창원대학교 강의평가 우수교수표창(총장: 2002년 10월 18일)
- 국립 창원대학교 강의평가 우수교수표창(총장: 2001년 8월 28일)
- 국립 창원대학교 강의평가 우수교수표창(총장: 2008년 8월 25일)
- 옥조근정훈장 제41531호(대통령: 2008년 8월 31일)
- 창원지방검찰청장 표창장(검사장 문홍성: 2020년 6월 20일)
- 대법원 법원행정처장 감사장(대법관 조재현: 2020년 12월 10일)

## 연구업적

### 단행본
- 法學原論(공저: 학문사, 1986년)
- 韓國傳貰權法硏究(삼지원, 1988년)
- 민법(교재)(경상남도지방공무원교육원, 1989년)
- 民法判例解說1(民法總則)(공저: 경세원, 1990년)
- 民法判例解說2(物權法)(공저: 경세원, 1992년)
- 法政策講義(교재)(창원대학교 경영행정대학원, 1993년)
- 民事實務(교재)(법무연수원, 1994년)
- 民法判例解說3(債權總論)(공저, 경세원, 1995년)
- 社會敎育便覽 學院關係法令解說(감수: 조성형외 1인, 도서출판 경창, 1997년)
- 한국민사법제사연구(창원대학교출판부, 1997년 12월)
- 傳貰權, 편집대표 朴駿緖, 註釋民法(物權(3))(한국사법행정학회, 2001년 3월)
- 21世紀の日韓民事法學: 高翔龍先生日韓法學交流記念(공편, 東京: 信山社, 2005년 11월)
- 韓國民事法制史硏究(법우사, 2007년 2월)
- 旺巖文集 韓國民法의 歷史와 解釋(창원대학교출판부, 2008년 8월 25일)
- 韓國民法學史序說(한국학술정보(주), 2009년 2월)
- 韓國傳貰權法硏究(한국학술정보(주), 2009년 6월) 2010년도 대한민국 학술원 우수학술도서
- 韓國民事法制史硏究(한국학술정보(주), 2009년 7월)
- 美軍政時代(1945~1948)의 韓國民法典編纂事業(한국학술정보(주), 2009년 9월)
- 家族法講義(한국학술정보(주), 2010년 7월)
- 韓國民法의 새로운 展開(공저: 법문사, 2013년) 2014년도 대한민국 학술원 우수학술도서
- 家族法講義[전정판](한국학술정보(주), 2013년 2월)
- 소송과 법률문서(대성미디어, 2013년 4월)
- 韓國民法學의 再定立: 晴軒 金曾漢 敎授의 生涯와 學問世界(공저: 경인문화사, 2015년 10월)
- 로빈기어의 韓國民法典草案의 立法과 法理(소명출판, 2018년 6월) 2019년도 대한민국 학술원 우수학술도서

### 논  문
- "傳貰權法의 硏究", 박사학위논문, 성균관대학교 대학원, 1987년 12월
- "傳貰權과 抵當權에 있어서의 法定地上權에 關한 考察",석사학위논문, 한양대학교 대학원, 1976년 12월
- "傳貰權의 階層性: 傳貰權과 不動産賃借權과의 限界",고시계, 제26권제2호(국가고시학회, 1981년 2월)
- "住宅賃貸借의 存續性에 관한 法的保障",논문집, 제4집(마산대학, 1982년)
- "住宅賃貸借에 있어서의 牽連性에 관한 一考察",논문집, 제5권제1호(마산대학, 1983년)
- "利益衡量論",수선논집, 제8집(성균관대학교 대학원, 1983년)
- "近代法의 受容過程에 있어서 傳貰慣習의 變容", 재산법연구, 제1권제1호(한국재산법학회, 1984년)
- "우리나라 固有法으로서의 傳貰慣習에 관한 硏究: 特히 傳貰擔保物權論의 系譜를 中心으로 한 再照明"(1983년도 마산대학기성회 학술연구조성비에 의한 연구), 논문집, 제6권제1호(마산대학, 1984년)
- "李朝後期의 家屋賃借型物的擔保制度에 관한 考察", 논문집, 제7권제1호(창원대학, 1985년)
- "傳貰權의 制定過程에 관한 考察", 논문집, 제8권제1호(창원대학, 1986년)
- "傳貰權의 改正過程에 관한 考察", 논문집, 제9권제1호(창원대학, 1987년)
- "傳貰權法前史小考: 傳貰文記의 硏究를 中心으로", 민법학의 현대적 과제(매석 고창현박사화갑기념논문집)(박영사, 1987년)
- "傳貰權의 比較法史的 考察: 滿洲國民法典의 典權이 傳貰權에 미친 影響", 現代財産法의 諸問題(동은 김기선박사고희기념논문집)(법문사, 1987년)
- "傳貰權의 比較法史的 考察: 滿洲國民法典의 典權이 傳貰權에 미친 影響", 재산법연구, 제5권제1호(한국재산법학회, 1988년)
- "우리 民法典의 傳貰權과 滿洲國民法典의 典權과의 比較硏究", 논문집, 제10권제1호(창원대학, 1988년)
- "傳貰權制度의 再構成", 성균관법학, 제2호(성균관대학교 법학연구소, 1988년)
- "傳貰權制度에 관한 判例에 있어서 法理論의 展開", 한국법학교수회편, 한국판례형성의 제문제(동국대학교출판부, 1989년)
- "住宅賃貸借保護法廢止論", 현대법학의 이론과 과제(벽서 오세탁박사화갑기념논문집)(법영사, 1990년)
- "住宅賃貸借保護法廢止論", 법학연구, 제2권제1호(충북대학교 법학연구소, 1990년)
- "傳貰賃貸借論의 再檢討", 재산법연구, 제7권제1호(한국재산법학회, 1990년)
- "中華人民共和國民法通則의 法律行爲에 관한 一考察", 산경연구, 제7집(창원대학 산업경영연구소, 1990년)
- "住宅賃貸借保護法의 根本問題", 소비생활연구, 제6호(한국소비자보호원, 1990년)
- "法定地上權의 法理", 한국민사법학의 현대적 과제(연람 배경숙교수화갑기념논문집)(박영사, 1991년)
- "日帝의 韓國慣習調査事業과 民事慣習法", 논문집, 제13권제1호(창원대학교, 1991년)
- "日帝의 韓國慣習調査事業과 傳貰慣習法", 한국법사학논총(박병호교수환갑기념논문집II)(박영사, 1991년)
- "「韓國不動産ニ關スル調査記錄」의 硏究: 日帝의 初期的 韓國慣習調査事業(1905~1910)에 의한 不動産慣習法의 分析", 논문집, 제14권(창원대학교, 1992년)
- "日帝의 初期的 韓國慣習調査事業과 不動産立法", 사법의 제문제(경허 김홍규박사화갑기념논문집)(삼영사, 1992년)
- "日帝의 韓國慣習法調査事業에 관한 硏究"(1991년도 교육부지원 한국학술진흥대단의 자유공모과제 학술연구조성비에 의한 연구), 재산법연구, 제9권제1호(한국재산법학회, 1992년)
- "日帝의 韓國慣習法調査事業에 의한 商慣習法의 分析", 상사법의 기본문제(해암 이범찬박사화갑기념논문집)(삼영사, 1993년)
- "住宅賃貸借保護法과 未登記 傳貰의 對抗力", 소비생활연구, 제11호(한국소비자보호원, 1993년)
- "로빈기어의 韓國民法典草案과 傳貰權", 논문집, 제15권(창원대학교, 1993년)
- "傳貰權의 立法과 法理", 한국민사법학회편, 민법학의 회고와 전망(민법전시행30주년기념논문집)(한국사법행정학회, 1993년)
- "북한의 외자도입법제에 관한 연구", 산경연구, 제10권(창원대학교 산업경영연구소, 1993년)
- "北韓의 對外經濟에 관한 法制度"(1992년도 교육부지원 한국학술진흥재단의 대학부설연구소과제 학술연구조성비에 의한 연구), 경남법학, 제9집(경남대학교 법학연구소, 1993년)
- "日帝의 韓國慣習法調査事業에 의한 雇傭慣習法의 分析", 노동법과 사회정의(정파 배병우박사화갑기념논문집)(지학사, 1994년)
- "日帝의 韓國慣習法調査事業에 의한 共同所有慣習法의 分析", 현대민법의 과제와 전망(남송 한봉희교수화갑기념논문집)(도서출판 밀알, 1994년)
- "로빈기어의 韓國民法典草案과 物的擔保法의 體系", 논문집, 제16권(창원대학교, 1994년)
- "日帝의 韓國慣習法調査事業에 의한 賣買慣習法의 分析", 채권법에 있어서 자유와 책임(김형배교수화갑기념논문집)(박영사, 1994년)
- "日帝의 韓國慣習法調査事業에 의한 相隣關係慣習法의 分析", 사법학의 재조명(송촌 박영우교수화갑기념논문집)(한림원, 1994년)
- "韓國民法典編纂에 미친 英美法의 影響: 美軍政時代(1945~1947)의 民法典編纂과 로빈기어(Lobingier, C.)의 韓國民法典草案(Proposed Civil Code for Korea)을 중심으로", 비교사법, 창간호(한국비교사법학회, 1995년 2월)
- "日帝의 韓國慣習法調査事業에 의한 代理慣習法의 分析", 가족,사회, 법의 변동(혜당 고정명교수강단35주년기념)(교문사, 1995년 2월)
- "日帝의 韓國慣習法調査事業에 의한 多數當事者債權關係慣習法의 分析", 민사재판의 제문제(상)(송천 이시윤박사화갑기념)(박영사, 1995년 10월)
- "日帝의 韓國慣習法調査事業에 의한 土地用益權慣習法의 分析", 현대민법의 전망(범주 서영배박사화갑기념)(경상대학교 법학연구소, 1995년 2월)
- "로빈기어 韓國民法典草案의 體系的 分析", 경남법학, 제11집(경남대학교 법학연구소, 1996년 2월)
- "美軍政時代(1945~1948)의 韓國民法典編纂事業: 法律顧問官의 活動을 중심으로", 헌법학과 법학의 제문제(효산 김계환교수화갑기념), (박영사, 1996년 12월)
- "로빈기어의 <韓國民法典草案>과 켈리포니아州 民法典과의 比較", 現代民法學의 새로운 展開(남범 이영환박사정년기념논문집)(부산대학교출판부, 1997년 2월)
- "美軍政時代(1945~1948)의 韓國民法典編纂事業과 로빈기어의 <韓國民法典草案>에 관한 硏究(1)", 비교사법, 제4권제1호(한국비교사법학회, 1997년 6월)
- "로비기어의 <韓國民法典草案>과 美國 켈리포니아州 民法典에 있어서의 契約法", 민사법학의 제문제(윤성 엄영진교수화갑기념)(대왕사, 1997년 11월)
- "로빈기어의 <韓國民法典草案>과 미국 켈리포니아州 民法典에 있어서의 不法行爲法", 민법의 과제와 현대법의 조명(경암 홍천룡박사화갑기념)(경남대학교 법학연구소, 1997년 11월)
- "美軍政時代(1945~1948)의 韓國民法典編纂事業과 로빈기어의 <韓國民法典草案>에 관한 硏究(2)", 비교사법, 제4권제2호(한국비교사법학회, 1997년 12월)
- "로빈기어의 <韓國民法典草案>과 켈리포니아州 民法典에 있어서의 婚姻法", 법학의 현대적 제문제(덕암 김병대교수화갑기념)(대흥기획, 1998년 2월)
- "로빈기어의 <韓國民法典草案>과 켈리포니아州 民法典에 있어서의 婚姻法의 比較", 사회과학연구, 제4집(창원대학교 사회과학연구소, 1988년 3월)
- "韓國人의 法俗에서 본 宗中과 宗中財産에 관한 法的問題", 창원지방변호사회지, 제3호(창원지방변호사회, 1988년 12월)
- "한국의 토지법률제도의 과거 현재 미래", 한국법학 50년 - 과거 현재 미래(II), (대한민국 건국 50주년 기념 제1회 한국법학자대회 논문집)(한국법학교수회, 1998년 12월)
- "韓國民法典 以前의 民法學(II): 初期 民法敎科書에 의한 民法學", 현대법학의 과제와 전망(관담 김윤구박사화갑기념)(법문사, 1999년 11월)
- "韓國民法典 以前의 民法學: 兪星濬의 『法學通論』에서의 民法學", 성균관법학, 제11집(성균관대학교 비교법연구소, 1999년 12월)
- "兪星濬의 『法學通論』에서의 民法學", 법이론과실무, 제3집(영남민사법학회, 영남민사소송법학회, 1999년 12월)
- "日帝支配期(1905~1945)의 民法學", 사회과학연구, 제6집(창원대학교 사회과학연구소, 2000년.2월)
- "美軍政期(1945~1948)의 民法學", 민사법의 실천적 과제(한도 정환담교수환갑기념)(법문사, 2000년 2월)
- "未登記傳貰와 破産關係", 저스티스, 제34권제4호(한국법학원, 2001년 8월)
- "大韓帝國期의 土地法制와 土地所有權: 大韓帝國의 詔則 法律 議案 勅令을 중심으로", 현대민사법학의 과제(관원 정조근교수화갑기념)(동남기획, 2001년 9월)
- "朝鮮時代의 初期 典當制度: 朝鮮王朝實錄(太祖-成宗)에 나타난 典當을 중심으로", 신세기의 민사법과제(인제 임정평교수환갑기념)(법원사, 2001년 9월)
- "大韓帝國의 光武量案에 의한 近代的 所有權의 確立", 법사학연구, 제24호(한국법사학회, 2001년 10월)
- "傳貰權擔保物權論과 未登記傳貰에서의 破産關係", 사회과학연구, 창간호(한국사회과학회, 7개국립대학교 사회과학협의회, 2001년 12월)
- "大韓帝國의 光武量案과 建物所有權: 戶籍에서 家屋證明簿에 의한 所有權 法認을 중심으로", 21세기한국상사법학의 과제와 전망(심당 송상현선생화갑기념)(박영사, 2002년 1월)
- 傳貰權擔保物權論: 未登記傳貰와 破産關係", 현대민사법연구(일헌 최병욱교수정년기념)(법문사, 2002년 1월)
- "民法改正案檢討意見書: 傳貰權 관련 條文을 중심으로", 민법개정연구회편, 민법개정안의견서(삼지원, 2002년 5월)
- "大韓帝國期(1905~1910) 日帝의 統監府에 의한 不動産法에 관한 硏究", 사회과학연구 제2권제1호(한국사회과학회, 2002년 8월)
- "法學에 있어서 存在와 當爲: 栗谷의 變法思想을 중심으로", 사회과학연구, 제9집(창원대학교 사회과학연구소, 2002년 12월)
- "商街建物賃借權의 對抗力에 관한 硏究", 사회과학연구, 제3권제1호(한국사회과학회, 2003년 8월)
- "『土地調査綱要』의 硏究: 大韓帝國의 土地調査事業에 대한 日本帝國主義의 觀點", 헌법과 사회(최대권교수정년기념)(철학과 현실사, 2003년 9월)
- "大韓帝國의 土地調査事業과 土地所有權의 處分: 『土地調査綱要』의 分析을 중심으로", 민사법이론과실무, 제7집(민사법이론과실무학회, 2003년 12월)
- "商街建物未登記傳貰와 破産", 성균관법학, 제16권제1호(성균관대학교 비교법연구소, 2004년 6월)
- "土地와 그 定着物의 關係: 土地와 建物이 별개의 不動産으로 된 沿革을 중심으로", 성균관법학, 제16권제2호(성균관대학교 비교법연구소, 2004년 12월)
- "韓國民法에서 土地와 建物과의 關係", 變化하는 亞太社會: 動向과 展望(창원대학교 사회과학연구소, 山東大學 亞太硏究所, 2005년 2월)
- "契約法에서 土地와 建物과의 一體性: 建物區分所有權과 垈地使用權을 중심으로", 계약법의 과제와 전망(모원 김욱곤교수정년기념)(삼지원, 2005년 4월)
- "傳貰權の歷史と解釋", 21世紀の日韓民事法學(高翔龍先生日韓法學交流記念)(東京:信山社, 2005년 11월)
- "缺陷이 있는 住宅에 대한 建築者 및 不動産業者의 責任: 日本에서의 學說과 判例에 의한 解釋論을 중심으로", 사회과학연구, 제12집(창원대학교 사회과학연구소, 2005년 12월)
- "傳貰權과 典權과의 比較", 민법학의 현대적 양상(나암 서민교수정년기념)(법문사, 2006년 5월)
- "일제강점기 토지조사사업의 법적근거", 법학논총, 제30권제1호(단국대학교 부설 법학연구소, 2006년 6월)
- "不動産的擔保性利用關係 - 以韓國民法的傳貰權與制定中的中國物權法之典權比較爲中心", 亞太發展硏究, 第4卷(山東大學出版社/ 山東大學亞太硏究所, 2006년 7월)
- "傳貰權과 典權과의 比較硏究", 성균관법학, 제19권제1호(성균관대학교 비교법연구소, 2007년 6월)
- "傳貰權과 未登記傳貰와의 關係: 立法論的 檢討", 민사법학, 제37호(한국민사법학회, 2007년 6월)
- "傳貰權과 不動産質權과의 比較", 사회과학연구, 제7권제1호(한국사회과학회, 2007년 8월)
- "眺望利益侵害의 違法性", 환경법연구, 제30권제3호(한국환경법학회, 2007년 11월)
- "企業倒産과 賃金債權의 保護: 破産節次에서 賃金債權의 辨濟順位를 중심으로", 성균관법학, 제20권제호(성균관대학교 법학연구소, 2008년 12월)
- "韓國民法典의 體系: 民法改正作業에 대한 提言", 법과 정책, 제16집제2호(제주대학교 법과정책연구소, 2010년 8월)
- "韓國民法典의 現代語化", 법학논총, 제17집제2호(조선대학교 법학연구원, 2010년 8월)
- "事實上 同性婚", 부산법학, 제6권(부산법학회, 2012년 8월)
- "傳貰權論", 윤철홍엮음, 한국민법학의 재정립(경인문화사, 2015년 10월)
- "日帝支配期의 遺産相續에 관한 慣習法", 지역발전연구, 제14권제1호(한국지역발전학회, 2016년 12월)

### 학술회의 발표
- "근대법의 수용과정에 있어서 전세관습의 변용", 한국재산법학회 제4회 학술발표회, 1984년 6월 30일. 충북대학교
- "전세제도에 관한 판례에 있어서 법이론의 전개", 한국법학교수회 학술대회, <한국판례형성의 문제점과 그 과제>, 1986년 8월 20일. 충남대학교
- "한국부동산등기의 문제점", 일한사법학회 학술대회, 1987년 7월 17일. 일본 동경대학 법학부
- "전세임대차론의 검토", 한국재산법학회 제12회 학술발표회, 1988년 6월 24일. 동국대학교 경주분교
- "율곡철학과 한철학의 비교고찰: 율곡의 변법사상을 중심으로", 연구발표회, 1988년 11월 25일. 독일 본대학 한국문화연구소
- "전세권제도의 재구성", 한국재산법학회 제14회 학술발표회, 1989년 6월 28일. 부산대학교
- "일제의 한국관습조사사업", 한국법사학회 제13회 정례발표회, 1990년 9월 22일. 한국학술진흥재단
- "일제의 한국관습법조사사업에 관한 연구", 한국재산법학회 제21회 학술발표회, 1992년 12월 29일. 영남대학교
- "북한의 외자도입법제", 연구소 제8회 학술발표회, 1993년 11월 2일. 창원대학교 산업경영연구소
- "북한의 대외경제에 관한 법제도", 연구소학술발표회, 1994년 10월 17일. 경남대학교 법학연구소
- "한국민법전편찬에 미친 영미법의 영향: 미군정시대(1945~1947)의 민법전편찬과 로빈기어(Lobingier, C.)의 한국민법전초안(Proposed Civil Code for Korea)을 중심으로", 한국비교사법학회 제2회 학술발표회, 1994년 11월 26일. 경희대학교
- "미군정시대(1945~1948)의 한국민법전편찬사업", 연구소 제7회 연구발표회, 1996년 4월 3일. 경남대학교 법학연구소
- "일제의 초기(1905~1910)의 한국민사관습법조사사업: 부동산관습법과 부동산입법을 중심으로", 일한민사법연구회 보고회, 1996년 7월 8일. 일본 동경대학 법학부
- "한국의 토지법률제도의 과거 현재 미래", 한국법학교수회, 헌정50년 제1회 한국법학자대회, 1998년 10월 23일. 한국교육문화회관
- "한국민법전 이전의 민법학: 유성준의 <법학통론>에서의 민법학", 영남민사법학회, 영남민사소송법학회 1999년도 춘계합동학술대회, 1999년 5월 8일. 창원대학교
- "일제지배기(1905~1945)에 있어서의 민법학", 한국법사학회 2000년도 하계 전국학술대회, 2000년 6월 30일. 창원대학교
- "지하수관련 법의 효율적 운용 및 개정 방향", (사)시민환경연구소 수질환경센터, 창원대학교 환경문제연구소, 경남대학교 한경문제연구소 공동 학술심포지움 <창원지역 지하수의 효율적 보전 대책>, 2000년 11월 29일. 창원대학교 국제회의장
- "법학에 있어서 <존재>와 <당위>: 율곡의 변법사상을 중심으로", 사회과학연구소 2002년추계세미나<21세기 사회과학발전문제 세미나>, 2000년 12월 4일. 창원대학교 사회과학대학
- "호주제, 무엇이 문제인가: 호주제 폐지를 위한 민법중개정법률안을 중심으로 한 문제점과 대안", 헌귝여성단체연합 호주제폐지경남운동본부 호주제 폐지 및 대안 모색을 위한 토론회, 2003년 6월 19일. 경남여성회관 대회의실
- "호주제 폐지에 따른 호적편제의 개선방안: 1인1적신분등록제도를 제안한다", 한국가정법률상담소 창원마산진주거제지부/여성부 후원, 호주제 폐지 및 대안 심포지움, 2003년 8월 27일. 창원대학교 사림관 강당
- "한국민법에서 토지와 건물과의 관계", 창원대학교 사회과학연구소, 산동대학 아태연구소 제3회 국제학술회의 <변화하는 아태사회 - 동향과 전망>, 2004년 10월 12일.~13일. 창원대학교 사회과학대학 특별회의실
- "범죄피해자의 지원 및 보호는 어떻게 이뤄지고 있는가?", 기조발표, 범죄피해자 지원의 의미와 지원센터의 역할과 과제, 제1회 범죄피해자지원센터 심포지움, 2005년 2월 2일. 창원인터내셔날호텔 로망스홀(창원지방검찰청)
- "不動産的擔保性利用關係", 동아: 개방 합작 발전 국제학술연토회, 2005년 10얼 16일. 중국 산동대학 아태연구소
- "일제강점기 토지조사사업의 법적 근거", 단국대학교 부설 법학연구소,  법과 역사: 한국 근현대사에서의 법적 쟁점, 제10회 단국대학교 부설 법학연구소 학술대회, 2006년 6월 20일, 한서대학교 인문관 301호
- "세계화와 한국민법의 대응: 재산법편과 가족법편의 개정을 중심으로", 동아시아 발전과 미래, 2006 산동대학교 창원대학교 제5차 국제학술교류심포지엄, 2006년 11월 9일. 창원대학교 모의법정
- "한국민법의 전세권", 성균법학회 제3회 학술발표회 2007년 1월 26일. 성균관대학교 법과대학 첨단강의실
- "전세권과 미등기 전세와의 관계: 입법론적 검토", 물권법의 현대적 과제와 자유과제, (사)한국민사법학회 2007년도 춘계학술대회, 2007년 3월 31일. 연세대학교 법과대학
- "亞細亞法共同體的可能性", 중국 산동대학 아태연구소 중일한성시합작여지구발전국제학술연토회, 2007년 8월 17일. 山東 威海
- "계약의 체결에 있어서 새로운 국면: 소비자계약에 의한 수정", 한국비교사법학회 2013년 하계학술대회, 2013년 8월.22일. 제주대학교 법학전문대학원
- "청헌 김증한교수의 전세권론: 특수용익물권설", 한국민사법학회 2014년 추계학술대회, 2014년 10월 18일. 숙명여자대학교 법과대학

### 연구보고서
- 日帝의 韓國慣習法調査事業에 관한 硏究, 총70쪽, 1992년 10월. 한국학술진흥재단 1991년도 자유공모과제
- 情報通信法典(案), 총450쪽, 1993년. 한국통신학회
- 衛星通信法(案)審議意見書, 총15쪽. 1993년. 한국통신학회
- "北韓의 對外經濟에 관한 法制度", 북한의 경제관련 법제도에 관한 연구, 총504쪽, 1994년 4월. 한국학술진흥재단 1993년도 연구소중점연구과제
- 美軍政時代(1945-1948)의 韓國民法典編纂事業과 로빈기어의 <韓國民法典草案>에 관한 硏究, 총90쪽, 1997년 2월. 한국학술진흥재단 1995년도 지방대학육성과제
- 韓國民法典 以前의 民法學, 총10쪽, 1999년 11월. 한국학술진흥재단 1998년도 자유공모과제
- 傳貰權과 典權과의 比較硏究, 총48쪽, 2007년 2월. 한국대학교육협의회 2006년도 국내연구교류과제

### 기  타
- "住宅賃貸借에 있어서의 契約責任과 不法行爲責任과의 競合에 관한 訴訟法的 再檢討", 마산대학보, 제78호, 2쪽, 1983년 9월 28일.(마산대학)
- "傳貰는 과연 賃貸借인가: 傳貰制度에 관한 判例形成에 관한 誤謬를 指摘한다", 창원대신문, 제112호, 6쪽, 1987년 1월 1일(창원대학)
- "勞使紛糾와 地域經濟", 경남지역경제분석, 8~12쪽, 1988년  8월(경남은행)
- "제3장 司法, 제2절 朝鮮時代", 경상남도사(중권), 1934~1953쪽, 1988년 8월 25일(경상남도사편찬위원회)
- "창원지역의 노사분규와 전망", 창원상의, 6, .4~7쪽, 1989년 (창원상공회의소)
- "전세금폭등의 원인과 대책"(시사논단), 창원대신문, 제149호, 2쪽, 1990년 3월 13일(창원대학)
- "전세값 폭등의 원인은 무엇인가", 사회와 사상, 제21호, 201~212쪽, 1990(년 한길사)
- "세입자는 어떻게 보호되는가: 개정 주택임대차보호법을 중심으로", 시민중계실소식, 제2호, 4~5쪽, 1990년(마산YMCA시민중계실)
- "住宅供給과 住宅賃貸借保護法에 관한 問題點과 改善方向", 창원문화, 제19호,. 67~71쪽, 1991년(창원문화사)
- "계약은 죽었는가", 맥박, 제2호, 24~28쪽, 1991년(창원대학교 법정대학생회)
- "韓國人의 法意識", 물이흐르듯이, 제2호, 5~11쪽, 1992년(창원대학교 법과사회연구회)
- "民法學을 어떻게 공부할 것인가(체계적인 법학학습을 위하여 1)", 창원법학, 창간호, 12~17쪽, 1993년(창원대학교 법학과학생회)
- "법학을 시작하는 출발점에", 대학, 대학인의 삶, 74~82쪽, 1993년(창원대학교 학생생활연구소)
- 주택임대차보호법해설, "주택임차인은 등기없이 대항력을 갖는가", Y시민중계 실소식, 창간호, 6~7쪽, 1995년 5월 13일(창원YMCA시민중계실)
- "우리나라의 傳統과 法意識", 창원박물관대학원강의, 1996년 3월 15일(창원시문화원)
- "책임무능력자의 감독자는 어떠한 책임을 지는가", 보육교사교육원특강, 1966년 3월 22일(창원대학교 보육교사교육원)
- "우리나라의 傳統과 法意識 : 山訟과 聽訟節次를 중심으로", 창원박물관대학원강의, 1997년 11월 6일(창원시문화원)
- "노인의 복지는 어떻게 하는가: 노인복지법의 해설을 중심으로", 진해농협노인대학강의, 1997년 12월 4일(진해농협)
- "우리나라의 宗中과 宗中財産에 관하여", 창원법학, 제6호, 8~18쪽, 1997년 12월(창원대학교 법학과학생회)
- "日帝의 初期(1905-1910)의 韓國民事慣習法調査事業: 不動産慣習法과 不動産立法을 中心으로",활동보고서, 사회과학연구, 제4집,1998년 3월(창원대학교 사회과학연구소)
- "우리학과 최신이론 ... 법학과 : 법률행위론의 새로운 전개 / 전자화된 의사표시는 어떻게 취급할 것인가", 창원대신문 제314호, 4쪽, 1999년 9월 13일(창원대학교신문사)
- "전자상거래, 무엇이 문제인가 : 표준화 통해 소비자 피해 막아야", 창원대신문 제330호, 4쪽, 2000년 4월 24일(창원대학교신문사)
- "노인복지는 어떻게 하는가? : 각 정당의 복지정책을 중심으로", 웅천농협장수대학특강, 2004년 4월 13일(진해웅천농협)
- "사립학교법 개정, 무엇이 문제인가", 전국교수공제회보, 제77호, 10쪽, 2006년 3월 1일(전국교수공제회)
- "制定中인 中國物權法의 典權", 창원법학, 열번째이야기, 9~15쪽, 2006년(창원대학교 법학과학생회)
- "경찰민사실무 : 민법의 이해", 경상남도지방경찰학교, 2007년 4월 16일, 23일(경남지방경찰청)
- "호주제도의 폐지와 가족관계등록부제도", 창원법학, 열한번째이야기, 9~28쪽, 2008년 12월 20일(창원대학교 법학과학생회)
- 법제사자료소개 "無寃錄", 창원법학, 열한번째이야기, 77~79쪽, 2008년 12월 20일(창원대학교 법학과학생회)

## 참고 웹
- 창원대학교 법학과 윤대성교수 홈페이지 보관됨 2023-07-14 - 웨이백 머신
- 민법교실 - 윤대성교수연구실
- @yoonds43 페이스북 윤대성